# شحوب القرص البصري
شحوب القرص البصري هو تلونٌ غير طبيعيٍ في القرص البصري ويُلاحظ عبر تنظير قاع العين. طبيعيًا، يكون القرص البصري متدرجًا في اللون الوردي مع انخفاضٍ مركزيٍ أصفر، أما في حالة شحوب القرص البصري فيكون واضحًا باللون الأصفر الشاحب بشكلٍ غير طبيعي.